# Jonah Birir
Jonah Birir (ur. 27 grudnia 1971 w Eldama Ravine) – kenijski lekkoatleta, średniodystansowiec.

## Sukcesy
- złoty medal mistrzostw świata juniorów (bieg na 800 m Sudbury 1988)
- srebro mistrzostw świata juniorów (bieg na 800 m Płowdiw 1990)
- 5. miejsce podczas igrzysk olimpijskich (bieg na 1500 m Barcelona 1992)
- 2. miejsce na Pucharze świata bieg na 1500 m Hawana 1992)
- 4. miejsce w Finale Grand Prix IAAF (bieg na 1500 m Londyn 1993)

Znaczne sukcesy (m.in. złoty medal Igrzysk olimpijskich w 1992) odnosił jego młodszy przyrodni brat – Matthew, specjalizujący się w biegu na 3000 metrów z przeszkodami.

## Rekordy życiowe
- Bieg na 1500 m – 3:33.86 (1993)